# Die versunkene Glocke

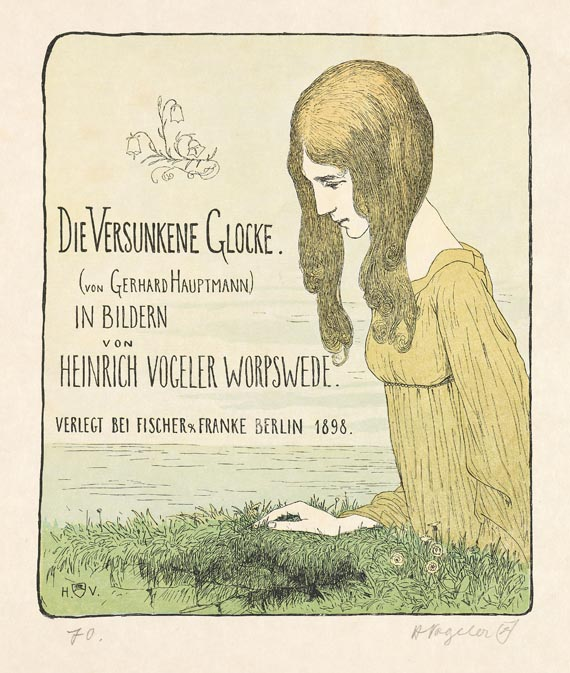
Die versunkene Glocke, illustriert von Heinrich Vogeler, 1898

Die versunkene Glocke ist ein Drama des deutschen Schriftstellers Gerhart Hauptmann aus dem Jahre 1896. Zu Lebzeiten des Dichters war es eines seiner meistgespielten Stücke. Die versunkene Glocke ist Hauptmanns erstes Versdrama und markiert in seinem Schaffen den Bruch mit dem Naturalismus. Das Stück mit dem Untertitel Ein deutsches Märchendrama in fünf Akten feierte am 2. Dezember 1896 am Deutschen Theater in Berlin Premiere.
Mit seiner Märchenromantik und mystischer Symbolik gilt Die versunkene Glocke als Hauptmanns erstes neuromantisches Werk. Seine Abkehr vom Naturalismus soll unter anderem eine Reaktion auf den Misserfolg seines zuvor veröffentlichten Dramas Florian Geyer gewesen sein. Die Musik zum Stück stammt von Max Marschalk. In der Uraufführung spielte Anna Trenner die erste Frau des Glockengießers.

## Handlung
Im Mittelpunkt des Dramas steht der Glockengießer Heinrich. Eine von ihm gegossene neue Glocke, die heller klingen sollte als alle anderen, ist beim Transport zur Kirche, in der sie aufgehängt werden sollte, abgestürzt und in einem See versunken. Sterbenskrank trifft Heinrich auf das Märchenwesen Rautendelein und gesundet durch ihren Zauber und ihre Küsse. Er zieht mit ihr ins Gebirge und lässt seine Frau Magda und die gemeinsamen Kinder zurück. Magda ertränkt sich im See, wo sie den Klöppel der versunkenen Glocke bewegt. Den Klang hört Heinrich als Stimme seines schlechten Gewissens. Schließlich stirbt Heinrich in Rautendeleins Armen.

## Deutung
In der Versunkenen Glocke finden sich einige Parallelen zu Friedrich Nietzsche, insbesondere zu dessen Werken Also sprach Zarathustra und Zur Genealogie der Moral. Vielfach werden Parallelen zwischen dem Glockengießer Heinrich und der Biografie Hauptmanns gesehen. Wie Heinrichs Streben nicht von Erfolg gekrönt war, stand auch Hauptmann, als er dieses Drama schrieb, vor dem Misserfolg seines Florian Geyer, der knapp ein Jahr zuvor am Deutschen Theater Premiere hatte. Wie Heinrich ging auch Hauptmann danach neue Wege und änderte seinen literarischen Stil. Und wie Heinrich hatte auch Hauptmann sich in dieser Zeit von seiner Frau Marie getrennt, die zunächst nach Amerika geflohen und später nach Dresden gezogen war, weil Hauptmann seine spätere Frau Margarete Marschalk, die Schwester Max Marschalks, kennengelernt hatte.

## Rezeption
Zunächst war Die versunkene Glocke ein großer Erfolg und um die Jahrhundertwende das meistgespielte Stück aus Hauptmanns Feder. Kritiker hoben damals die Geisterwelt besonders hervor und verglichen sie mit den Gemälden Arnold Böcklins. Im Laufe der Jahre geriet das Drama mehr und mehr in Vergessenheit. So schreibt Georg Hensel in seinem Schauspielführer: „Mit ihren überanstrengten Versen, ihrer mehr künstlichen als kunstvollen Poesie und ihrer verworrenen Mystik ist [Die versunkene Glocke] inzwischen so versunken wie das Werk Böcklins“.
Es existieren mehrere Vertonungen des Dramas. Die bekannteste dürfte die Oper La campana sommersa von Ottorino Respighi sein, die 1927 uraufgeführt wurde.

## Hörspiele
- 1924: Szenen aus „Die versunkene Glocke“ (im Rahmen eines Gerhart-Hauptmann-Abends) – Mit Elisabeth Marlies Fichtner (Rautendelein), Georg Ott (Nickelmann), Carl Struve (Heinrich) – Süddeutsche Rundfunk AG (SÜRAG)
- 1925: Die versunkene Glocke (Szenenauswahl) – WEFAG
- 1926: Die versunkene Glocke – Regie: Hans Bodenstedt, mit Hans Mühlhofer (Heinrich, ein Glockengießer), Hedwig Herder (Magda, sein Weib), Karl Pündter (Der Pfarrer), Hans Freundt (Der Schulmeister), Ida Orloff (Rautendelein, ein elbisches Wesen), Ernst Pündter (Der Nickelmann) – NORAG
- 1952: Die versunkene Glocke – Regie: Heinz-Günter Stamm, mit Will Quadflieg (Glockengießer Heinrich), Marianne Hoppe (Magda, seine Frau), Solveig Thomas (Rautendelein), Friedrich Domin (Pfarrer), Fritz Rasp (Schulmeister), Hans Hermann Schaufuß (Barbier) – BR